# Alicia Toublanc
Pour les articles homonymes, voir Toublanc.
Alicia Toublanc, née le 3 mai 1996 à Saint-Brieuc, est une joueuse internationale de handball française évoluant au poste d'ailière droite.
Avec l'Équipe de France, elle est notamment championne du monde en 2023.

## Biographie
Originaire de Saint-Jean-Kerdaniel, Alicia Toublanc fait ses débuts au club ALS Plouagat Handball. Elle rejoint le centre de formation du Brest Bretagne Handball en 2014. Dès la saison 2015-2016, elle est appelée en équipe première et devient numéro deux au poste d'ailière droite lors de la saison 2016-2017 qui voit le Brest Bretagne Handball atteindre la finale du championnat de France.
Après deux graves blessures au genou en 2015 et 2017, elle se réaffirme dans la rotation sur le poste d'ailière droite lors de la saison 2018-2019, derrière Pauline Coatanea et aux côtés de Marie Prouvensier,.
En février 2019, elle prolonge son contrat de deux saisons avec le Brest Bretagne Handball. En fin de saison, elle participe à la finale de coupe de France perdue face à Metz.
À l'été 2019, en l'absence de nombreuses titulaires laissées au repos et à l'occasion d'une large revue d'effectif, elle est retenue pour un stage de préparation avec l'équipe de France. C'est finalement en octobre 2021 qu'elle connaît sa première sélection avec les Bleues, marquant 8 buts en 2 matchs. Elle est ensuite sélectionnée en équipe nationale pour le Mondial 2021 et y réalise une prestation convaincante (21 buts en 9 rencontres).
Deux ans plus tard, elle fait partie de l'équipe qui devient championne du monde 2023.

## Palmarès

### En sélection
Championnats du monde
- finaliste du championnat du monde 2021[13]
- vainqueur du championnat du monde 2023

Jeux olympiques
- finaliste des Jeux olympiques de Paris en 2024

### En club
compétitions internationales
- Ligue des champions :
  - Finaliste en 2021

compétitions nationales
- Championnat de France :
  - Championne en 2021
  - 1er ex aequo en 2020
  - Vice-championne / finaliste en 2017, 2018 et 2022, 2023 et 2024
- Vainqueur de la coupe de France en 2016, 2018 et 2021 (avec Brest Bretagne Handball)
  - finaliste en 2019
- Championnat de France féminin de handball de deuxième division :
  - Championne en 2016

## Galerie photos

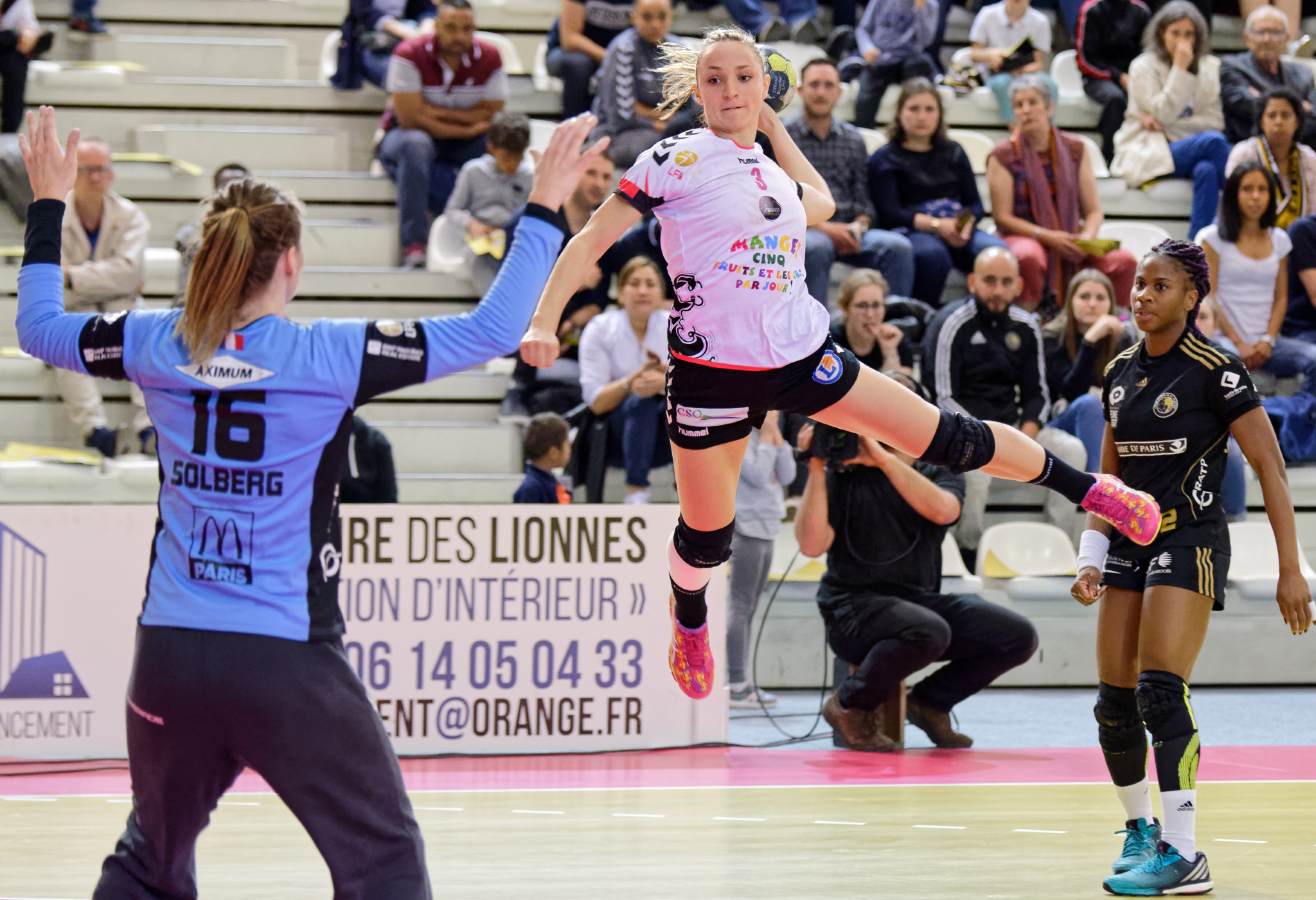
Alicia Toublanc au tir en 2017.

## Décorations
- Chevalier de l'ordre national du Mérite (2024)[14]